# Рандомизирано клинично изпитване
Рандомизираното контролирано изпитване (РКИ) или рандомизирано сравнително изпитване (РСИ) е специфичен вид научен експеримент и предпочитан дизайн за клинично изпитване.
РКИ често се използват за тестване на ефикасността на различни типове интервенция върху популация пациенти. РКИ могат да осигурят възможност за събиране на ценна информация за нежелани ефекти от интервенцията, напр. нежелани лекарствени реакции.